# Махнатка-Парцеля
Махнатка-Парцеля (пол. Machnatka-Parcela) — село в Польщі, у гміні Блендув Груєцького повіту Мазовецького воєводства.
Населення — 233 особи (2011).
У 1975-1998 роках село належало до Радомського воєводства.

## Демографія
Демографічна структура станом на 31 березня 2011 року:
|          | Загалом | Допрацездатний вік | Працездатний вік | Постпрацездатний вік |
| -------- | ------- | ------------------ | ---------------- | -------------------- |
| Чоловіки | 111     | 27                 | 73               | 11                   |
| Жінки    | 122     | 37                 | 57               | 28                   |
| Разом    | 233     | 64                 | 130              | 39                   |